# Joachim Wenzel (Journalist)
Andreas Joachim Wenzel (* 10. August 1927 in Chemnitz; † 1. April 1958 im Haftkrankenhaus Leipzig-Kleinmeusdorf) war ein Journalist der DDR, der 1957 in den Prozess gegen Walter Janka, Wolfgang Harich und andere verwickelt wurde.

## Leben
Nach Notabitur und Reichsarbeitsdienst wurde er im November 1944 zur Wehrmacht eingezogen. Er stand am 2. April 1945 vor dem Kriegsgericht in Hamburg ("unerlaubtes Entfernen von der Truppe"), wurde sofort an die Front geschickt, desertierte am 3. April 1945 und kam am 12. April 1945 in britische Gefangenschaft. Am 30. Oktober 1946 trat er der KPD bei. Er flüchtete Weihnachten 1946 zu seiner Familie nach Chemnitz. Im Mai 1947 wiederholte er sein Abitur, da das Notabitur für ungültig erklärt wurde.
Anschließend arbeitete er als Journalist bei der „Volksstimme“ in Chemnitz. 1954 wurde er Redakteur in Leipzig beim Börsenblatt des deutschen Buchhandels. Unter den Kürzeln JoWe, -zel und Achim Zell schrieb er für das Börsenblatt, für die Weltbühne (erstmals in Nr. 10/1947), den Sonntag, den Eulenspiegel u. a. Für den Rundfunk schrieb er Hörspiele.
Freundschaften mit Gerhard Zwerenz, Thomas Harlan, Eric A. Peschler, Erich Loest und anderen Intellektuellen in Leipzig und ganz Deutschland entstanden.
Aus Berlin kam 1956 das Angebot von Heinz Zöger, in die Sonntag-Redaktion zu wechseln. Er traf dort u. a. auf Gustav Just, Walter Janka und Wolfgang Harich.
Während des Prozesses gegen Wolfgang Harich wurden Gustav Just und Heinz Zöger aus dem Zeugenstand verhaftet. Joachim Wenzel wurde im Juli 1957 als Zeuge im Prozess gegen diese beiden, Walter Janka und andere geladen. Nach dem Versuch, sie zu entlasten, kehrte er nach Leipzig zurück und wurde schwer krank. Er musste im November ins Krankenhaus.
Am 15. November 1957 verhaftete man ihn dort und brachte ihn ins Haftkrankenhaus Leipzig-Kleinmeusdorf. Nach einer Operation lautete die Diagnose Leberkrebs. Alle Gesuche auf Entlassung oder Verlegung in die Charité wurden abgewiesen. Am 1. April 1958 starb Joachim Wenzel.
Seine Zeugenaussagen wurden im Prozess gegen Erich Loest, Ralf Schröder, Silka Ruzicka und andere eingesetzt.